# Axel Edling
Nils Axel Edling, född 4 maj 1940, är en svensk jurist och före detta ämbetsman.
Han tog juris kandidatexamen 1965 och har mångårig domarpraktik. Åren 1982-1984 tjänstgjorde han vid Iran-US Claims Tribunal i Haag. Åren 1989 - 2000 var han Konsumentombudsman KO och generaldirektör för Konsumentverket (Sverige) (KOV). År 2002 blev han ordförande för den då inrättade Läkemedelsnämnden, sedermera Tandvårds- och läkemedelsförmånsverket (TLV). Bland hans övriga uppdrag märks särskilt att han blev ordförande i Etiska nämnden för fondmarknadsföring (ENF) som 2009 gjorde ett utförligt vägledande uttalande inom ansvarsområdet. Han har även tjänstgjort på Justitiedepartementet, där han var rättssakkunnig 1975 - 1976 och där han senare sysslat med bland annat EU-frågor 2000 - 2001, under Sveriges ordförandeskap. Han var 1997-1998 ordförande i kommissionen med anledning av tunnelbygget genom Hallandsåsen. Har även bidragit till Produktsäkerhetslagen (2004:451). 2005-2011 innehades ordförandeskapet i Marknadsetiska rådet (MER) av Edling.
Axel Edling var 2009-2015 styrelseordförande i Järnåkerfonden.